# Národně liberální strana (Rumunsko)
Národně liberální strana (rumunsky Partidul Național Liberal) je politická strana v Rumunsku. Po parlamentních volbách 28. listopadu 2004, ve kterých kandidovala PNL společně s Partidul Democrat v Alianța Dreptate și Adevăr (Aliance pravdy a spravedlnosti), se stala vládní stranou a její předseda Călin Popescu-Tăriceanu rumunským premiérem. Po PSD je v Poslanecké sněmovně PNL druhou nejsilnější stranou, má 82 z celkových 329 mandátů.

## Seznam předsedů PNL
| Ion Brătianu            | 1875–1891 |
| Dumitru Brătianu        | 1891–1892 |
| Dimitrie Sturdza        | 1892–1908 |
| Ion I. C. Brătianu      | 1908–1927 |
| Vintilă Brătianu        | 1927–1930 |
| Ion Duca                | 1930–1933 |
| Dinu Brătianu           | 1933–1948 |
| Radu Câmpeanu           | 1990–1993 |
| Mircea Ionescu Quintus  | 1993–2001 |
| Theodor Stolojan        | 2001–2004 |
| Călin Popescu-Tăriceanu | 2004–2009 |
| Crin Antonescu          | 2009–2014 |
| Klaus Iohannis          | 2014–2014 |
| Alina Gorghiu           | 2014–2016 |
| Ludovic Orban           | 2016–2021 |
| Florin Cîțu             | 2021–2022 |
| Nicolae Ciucă           | 2022-     |